# Тайфун та інші оповідання
Тайфун та інші оповідання (англ. Typhoon and Other Stories) — збірка оповідань Джозефа Конрада. Книга, опублікована в 1903 році, включала три оповідання, які раніше були опубліковані в різних журналах, і одне нове оповідання. Всі оповідання містять морську тематику, з якою Конрад був добре знайомий, оскільки він здійснив численні морські мандрівки та навіть був капітаном конголезького корабля «Отаго» у 1888 році.

## Зміст
- «Тайфун» (Typhoon), вперше опубліковане в «Pall Mall Magazine» у 1902 році.
- «Емі Фостер» (Amy Foster), вперше опубліковане в «Illustrated London News» у 1901 році.
- «Фальк. Спогад» (Falk: A Reminiscence), раніше не публікувалося.
- «Завтра» (To-morrow), вперше опубліковане в Pall Mall Magazine у 1902 році.

## Переклади українською
- Джозеф Конрад. Фальк. Емі Фостер. Завтра. — К. : Астролябія, 2018. — 224 с. — ISBN 978-617-664-133-9. Переклад Олени О'Лір
- Конрад Дж. Емі Фостер. З англ. пер. І. Павленко. Всесвіт. 2018. № 3–4. С. 205—222
- Джозеф Конрад. Збірка оповідань «Тайфун». Переклад з англійської: Микола Рошківський. Харків-Київ: «ДВУ». 1930